# FuelCell Energy
FuelCell Energy ist ein Unternehmen aus Danbury, Connecticut und bietet Wasserstoff-technologie, sowie Produkte und Dienstleistungen rund um die Brennstoffzelle an. Das Unternehmen war teil des RENIXX Index.

## Geschichte
Das Unternehmen wurde 1969 von Bernard Baker und Martin Klein als „Energy Research Corporation (ERC)“ gegründet. In den 1970er Jahren forschte das kleine Team an Niedertemperatur-Brennstoffzellen und Silber-Zink-Batterien unterstützt durch das US-Militär. 1992 ging das Unternehmen an die Börse und wurde im NASDAQ gelistet. Sieben Jahre später erfolgte ein Rebranding und das Unternehmen firmierte fortan als FuelCell Energy. Im Jahr 2013 installierte das Unternehmen in Südkorea den größten Brennstoffzellenpark der Welt mit einer Kapazität von 59 MW. Es folgten größere Kooperationen mit ExxonMobil und Toyota.